# کاهگل

سقف کاهگلی در معماری کویر مرکزی ایران

کاهگل ملاتی است که در معماری ایران به خصوص در مناطق کویر مرکزی ایران به کار می‌رود.

## ترکیب کاهگل
ملات کاهگل از مخلوط کاه، خاک رس و آب به صورت آخوره به دست می‌آید. این ملات را به خوبی ورز می‌دهند تا حدی که ملات به بیل نچسبد و به راحتی جدا شود و از آن برای دیوارهای محورکننده به صورت چینه‌ای استفاده می‌کنند.

## خصوصیات
کاه را برای مقابله با ترک خوردن گل به آن اضافه می‌کنند (برای ساخت هر متر مکعب کاهگل حدود ۴۵ الی ۵۰ کیلوگرم کاه مورد نیاز است) و در مناطق کویری که کاه یافت نمی‌شود به آن خارشتر (خار آدور) اضافه می‌کنند.
این ملات در مقابل رطوبت و حرارت عایق بسیار خوبی است و از نظر دوام اگر اصولی تهیه شود سال‌ها مقاومت می‌کند. ملات کاهگل یک ملات هوایی است و در مقابل تابش آفتاب یا حرارت غیر مستقیم و در هوای آزاد خشک می‌شود. در صورتی که ضخامت ملات کاهگل ۲۰ الی ۳۰ سانتیمتر باشد، عایق رطوبتی خوبی است.
از نقاط ضعف کاهگل نیز فرسایش بر اثر بارش باران و باد است که باعث ایجاد گرد و خاک می‌شود.

## تاریخچه
در زمانی نه چندان دور در تمام شهرها اغلب ساختمان‌ها با خشت خام، گچ و کاهگل بنا شده بود. قدمت ملات کاهگل به ۴۰۰۰ سال ق. م می‌رسد. در لایهٔ سوم تپه سیلک، در کاخ‌های هفده‌گانه تخت جمشید، در بناهای پاسارگاد و شوش، بناهای اشکانی (کاخ فیروز آباد و ایوان مدائن) و مجموعه ارگ بم کاربرد کاهگل را می‌توان به وفور دید. همچنین در بناهای دوره اسلامی از این ملات به عنوان یکی از عناصر و ساخت مایه بسیار مؤثر استفاده شده‌است.

## مقدار و نوع کاه
مقدار و نوع کاه در تهیه ملات کاهگل با کاربردهای مختلف نقش مهمی دارد که به شرح زیر ارائه می‌شود:
کاه چرونده: به کاهی گفته می‌شود که از دهان احشاء افتاده و بر اثر بازدم و بزاق حیوان به رنگ زرد تبدیل شده‌است. این کاه به کاه نرم نیز معروف است و برای اندود پشت بام و بدنه استفاده می‌شود.
کاهگل گندیده: اگر کاه بیش از حد در آب بماند تبدیل به لجن می‌شود و تولید کرم می‌کند. پس از کاربرد این ملات کرم‌ها از بین رفته و منفذهایی ایجاد می‌کنند که سبب نشست و نفوذ آب می‌شود. کاهگل گندیده بدبو و سیاه رنگ است و مصرف آن در بناهای خشتی توصیه نمی‌شود.
برای تهیه یک مترمکعب کاهگل در حدود ۴۵_۴۰ کیلوگرم کاه، ۱٬۰۸ متر مکعب خاک رس و ۴۱۴ لیتر آب مود نیاز است. نوع دیگری از کاهگل وجود دارد به نام پالینه که در مناطق مرطوب استفاده می‌شود. در صورتیکه مقدار کاه در کاهگل بسیار کم باشد به آن نیمچه کاه می‌گویند.

## کاربرد
از ملات کاهگل به عنوان عایق رطوبتی و حرارتی به صورت اندود پشت بام، پوشش سطوح داخلی و خارجی فضاهای معماری خشتی، حفاظت از دیوارهای خشتی، نگهداری توفال‌های سقف با ضخامت مناسب، تهیهٔ خشت خام و پوشش دیوارهای آجری برای اندود گچ استفاده می‌شود. در نواحی کوهستانی به جای اندود و پوشش گاهگل از ترکیب خاک رس، شن و سنگ‌ریزه استفاده می‌کنند. در برخی موارد نیز برای ایجاد نوعی اندود مقاوم در زیر آب از ترکیب خاک رس، کاه و نمک استفاده می‌شود. کاربرد این نوع اندود را در جام‌های نورگیر حمام‌ها می‌توان شاهد بود.
این مصالح به طرز شگفتی با زندگی ایرانی تناسب داشته و شگفتی‌هایی را در خود دارد. کاهگل در قالب تناسبات دلپذیر ترکیب با کاشی، چوب یا سنگ و مصالحی مشابه ترکیب شده و معماران ایرانی از آن‌ها برای تزیین ساختمان‌ها کمک گرفته‌اند.
در مجموع شهر ایرانی برای مردم این سرزمین با خصوصیاتی معین و با یک معماری موزون، اصیل و تناسبات زیبا بنا شده‌است.
با بهره‌گیری از این مصالح و بر روی فلات ایران، در چشم‌انداز شهرها، بام‌های کاهگلی میان آدمیان و حرارت خورشید حفاظ می‌شده‌اند. بدین ترتیب بادگیرها شهر را تهویه کرده، نورگیرها به تالارها و هشتی‌ها سایه روشن ملایمی می‌داده‌اند و حیاط‌های گود که اتاق‌ها آن‌ها را دور می‌زده‌اند با یک حوض سنگی و چند درخت در میان گرفته، به زندگی ایرانی لطافت می‌بخشیده‌اند.
هم‌اکنون نیز حجم‌های کاهگلی، بام‌های گنبدی و بادگیرهای سر به آسمان کشیده پوشش دالان‌ها و تیمچه‌های بازاری، حسینیه‌ها و بالاخره گنبد و مناره‌های مسجد جامع و مساجد دیگر و بقعه‌ها به چشم می‌خورد. با این وصف باید تأکید کرد که تاریخ شروع مصرف کاهگل را در تمدن ایران نمی‌توان دقیقاً تعیین نمود لکن وجود آن در قدیم‌ترین آثار معماری فلات دلیلی است بر این که این ماده با زندگی اقوام سرزمین ایران از ابتدا آمیخته شده و شناسایی و استفاده از آن طی قرون نسل به نسل رسیده‌است. برای آسایش قوم ایرانی معماران، شهرها را با قشری از کاهگل پوشانیدند و از میان این پوشش سبزی شاخه درختان از حیاط‌ها بیرون آمد.
رنگ دلنشین کاهگل نه تنها زیبایی فوق‌العاده‌ای به شهر ایرانی می‌داده بلکه بر زندگی مردم روشنی و رنگ بخصوصی می‌پاشیده‌است.
این خمیر در سرزمین ما به صورت یکی از مصالح اساسی در انواع معماری مختلف بکار رفته و با دست آدمیان و با نیت خوش به روی همه شهرهای ایرانی کشیده شده و زندگی در شرایط اقلیمی بهتری زیر حمایت آن ادامه می‌یافت. ترتیب ماده کاهگل از ابتدا تا امروز یکسان بوده و شامل دو ماده ساده است. ماده اول کاه است که پس از دروی گندم و خشک شدن و کوبیدن و با کمک چهار شاخ به هوا پرتاب کردن با جزئی نسیم، از دانه‌های گندم جدا شده آرام بر روی زمین می‌ریخت، سپس آن را جمع‌آوری نموده و برای مصرف‌های مختلفی انباشته می‌کردند. به این ترتیب در اغلب نقاط ایران کاه به آسانی و به ارزانی به دست می‌آمد، الیاف آن گل را به هم کشیده و مسلح می‌کند همان‌طور که آهن بتون را.
ماده دوم گِل است که حتی‌المقدور برای ساختن از خاک رس استفاده می‌شد. پیش از این که خاک را آب بدهند آن را با کاه به خوبی می‌آمیزند و به شکل تپه کوچکی درمی‌آورند، میان آن را گود می‌کنند و داخل آن به نرمی آب می‌ریزند، خاک و کاه را با آب می‌اندازند تا در آب گل، زردی کاه نمودار شود، سپس خمیر را مالش می‌دهند و به تدریج کاهگل ساخته می‌شود.
با وجودی که ساختن این خمیر در نهایت سادگی انجام می‌شد، در حال حاضر چگونگی مخلوط و مقدار هر کدام از مواد امری حساس می‌بود، چرا که با کمبود کاه ماده کاهگل ترک برمی‌دارد و با کمبود مقدار خاک الیاف کاه مانع روانی آب باران می‌شود.
کاهگلی که برای پوشش بام‌ها ساخته می‌شده‌است کاه کمتری داشت و در عوض به خمیر آن خاک شنی، از شن چاه می‌افزودند تا در مقابل باران به جای کاه قشر کاهگل را تقویت نماید و برای کاهگلی که برای پوشش دیوار تهیه می‌شد کاه بیشتری به مخلوط اضافه می‌کردند تا متن کاهگل صاف‌تر شود و نیز ترک برندارد.
با به کاربردن خاک رس سرخ‌تر، کاهگل رنگ سرخی به خود می‌گرفت و متن آن برای گرفتن نقوشی از گچ آماده می‌شد.
قشر کاهگل عایق است، گرما و سرما از آن عبور نمی‌کند، باران از پوشش‌های گنبدی و سقف‌های طاقی آن نشست نمی‌کند، همهمهٔ کوچه‌ها و بازارها در آن گم می‌شود و لازم به توضیح نیست که گردآمدن خواص این چند عایق در یک ماده به ندرت دیده شده‌است.
کاهگل ارزان بوده و در اغلب شهرهای ایران به فراوانی یافت می‌شده‌است. قیمت خروار آن ناچیز بوده و با این مقدار کاه سطوح بزرگی از اندود گل را مسلح می‌کرده‌اند.
ضمن آن که کاهگل را همه کس می‌توانسته بسازد و مأوای خود را با آن بپوشاند و حفظ کند.
اندود کاهگل آسان کشیده می‌شده، آدمی با یکدست خمیر آن را برمی‌دارد و بر روی سطح دلخواه پهن می‌کند. در این مورد حتی بکار بردن ماله درکشیدن آن روی سطوح نشانی از امکانات صاحب خانه بوده‌است.
کاهگل مانند خمیر نرمی بر هر حجمی پوشانیده می‌شد و در این مورد معماران حداکثر استفاده را نموده و توانسته‌اند برای شهرهای ایرانی میراث ارزنده‌ای از حجم‌های جالب به جا گذارند.
گرچه کاهگل به سهولت و به ارزانی به دست می‌آمد لکن به علت خواص فوق‌العاده‌ای که دربردارد به صورت متن شهرهای ایرانی درآمده و به بنایی قدم گذاشته‌است، به کلبهٔ بی‌بضاعتان، به اعیان نشین‌ها، به کوره‌ها، به بازارها، به حمام‌ها، به تکیه‌ها و بالاخره به مسجدها، و همهٔ این ساختمان‌های شهر با کوچه‌هایی که میان دیوارهای کاهگلی می‌دوید به هم مربوط می‌شد.
معماران تیزهوش از گرمی رنگ کاهگل برای متن تزئینات دیواری داخل بنا نیز استفاده کرده‌اند. دیوار حیاط‌های داخلی را از بهترین خمیر سرخ‌فام پوشانیده و بر آن با خطوط برجسته گچ نقش‌های هندسی انداخته‌اند یا آن را به داخل هشتی‌های ورودی کشیده و بر آن نقش‌های تصویری ساخته‌اند.
رنگ کاهگل نور شدید و گاه زننده آفتاب سرزمین ما را برای ساکنان آن مطبوع نموده و در گرم‌ترین فصل سال برگشت اشعه خورشید و حرارت آن را از روی بام‌ها یا دیوارهای کاهگلی به حداقل رسانیده‌است.
استقامت و دوام آن قابل ستایش است. تنها در مناطقی که باران‌های فصلی شدیدی می‌بارید، ناچار هر چند سال یکبار اندود تازه‌ای از کاهگل بر روی اندود سابق بام که قسمتی به هم فشرده می‌شد قرار می‌دادند.
به این ترتیب تعمیر و تقویت آن امر ساده‌ای بوده و احتیاج به تخصص نداشت، این تعمیر برای پوشش دیوارها کمتر اتفاق می‌افتاد، کاهگل سال‌ها بروی دیوارها می‌ماند به‌طوری‌که اندودِ بناهای رهاشده قرون گذشته هنوز برجاست.
و اما امروز، ایجاد ساختمان‌های عظیم فلزی و بتون آرمه تمدن دنیای غرب مانند سالن‌های سینما، هتل‌ها، فرودگاه‌ها و غیره باعث هجوم تکنیک‌های مختلف ساختمانی غربی شده و طبعاً مصالح معماری قوم ما که با تجربه، زیبایی و شخصیت همراه بود به مصالح خشک و سرد تکنیک‌های ناآشنا تبدیل گردیده‌است. البته کاهگل هنوز در برخی از مناطق کشور در زمره مصالح مورد استفاده برخی ساکنین مملکت ماست و با دیدن ساختمان‌های غریب کلان‌شهرها که هر کدام نمونه‌ای از فکر شلوغ دوره ما و نیز هجوم مصالح جدید است، شهر آرام کاهگلی زیباتر و درخشنده تر و عزیزتر جلوه می‌کند.